# Solar (piosenkarka)
Solar (hangul: 솔라, ur. 21 lutego 1991 w Seulu, Korea Południowa), właśc. Kim Yong-sun – południowokoreańska piosenkarka i autorka tekstów. Jest liderką południowokoreańskiego girlsbandu Mamamoo. 23 kwietnia 2020 roku zadebiutowała jako artystka solowa wydając single album „Spit it Out”.

## Dyskografia

### Dyskografia solowa

#### Minialbumy
- Solar Emotion (2018)
- Yong: Face (kor. 容: Face) (2022)

#### Piosenki
Single album
- „Spit it Out” (2020)

Współpraca
- „Coffee & Tea” (z Eddy Kim) (2015)
- „Angel” (z Wheein) (2016)
- „Mellow” (kor. 꿀이 떨어져) (z Hwang Chi-yeul) (2016)
- „Honey Bee” (z Luną i Hani) (2017)
- „Charm Of Life” (z Heechulem, Shindongiem, Eunhyukiem) (2017)
- „A Song from the Past” (kor. 이 노랜 꽤 오래된 거야) (z Kassy) (2020)

Featuring
- „Love Again” (Yang Da-il feat. Solar) (2016)
- „Cloudy” (Kiggen feat. Solar) (2017)
- „Lie Ya” (Cosmic Girl feat. Solar) (2018)
- „Leopard” (Ravi feat. Solar) (2019)

OST
- „Star” (kor. 별) (z Kim Min-jae) (Dubeonjjae seumusal OST, 2015)
- „Like Yesterday” (kor. 어제처럼) (z Moonbyul) (Two Yoo Project – Sugar Man OST, 2015)
- „Blue Bird” (Run On OST, 2020)
- „Adrenaline” (Vincenzo OST, 2021)
- „Always, Be with You” (kor. 나는 그대고 그대는 나였다) (Lovers of the Red Sky OST, 2021)
- „Winter Flower” (kor. 겨울꽃) (Haggyo 2021 OST, 2021)

## Filmografia

### Seriale
| Rok  | Tytuł         | Uwagi                   | Stacja telewizyjna |
| ---- | ------------- | ----------------------- | ------------------ |
| 2015 | Imaginary Cat | Jung Soo-in (odc. 2, 5) | MBC Every1         |

### Programy telewizyjne
| Rok  | Tytuł                         | Uwagi                                             | Stacja telewizyjna |
| ---- | ----------------------------- | ------------------------------------------------- | ------------------ |
| 2015 | King of Mask Singer           | uczestniczka, odc. 21–22                          | MBC                |
| 2016 | Duet Song Festival            | uczestniczka, odc. 1, 21, 23-24                   | MBC                |
| 2016 | We Got Married                | razem z Erickiem Nam, odc. 316–348                | MBC                |
| 2017 | Battle Trip                   | z Moonbyul, odc. 74                               | KBS2               |
| 2017 | 2016 Gaon Chart Music Awards  | prowadząca, razem z Leeteukiem                    | Mnet               |
| 2017 | KBS Gayo Daechukje            | prowadząca, razem z Mingyu, Yerin i Kang Danielem | KBS                |
| 2018 | Unexpected Q                  | uczestniczka, odc. 1                              | MBC                |
| 2019 | Rewriting Chart Show Number 1 | uczestniczka, odc. 1-2                            | MBC                |
| 2020 | On & Off                      | odc. 5                                            | tvN                |